# Panhard et Levassor CS

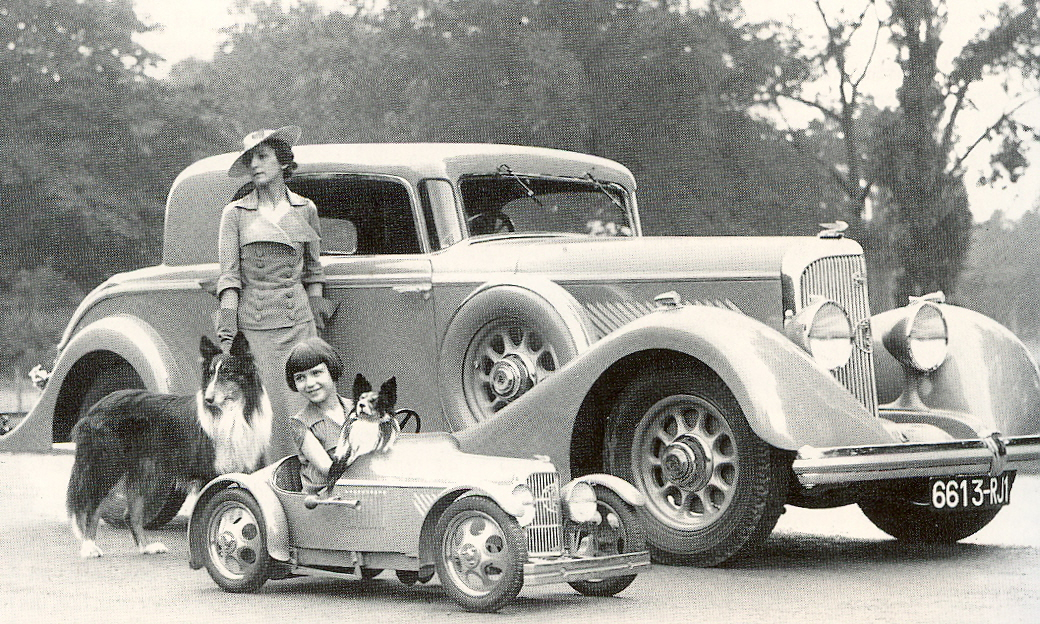
Panhard & Levassor 6CS RL-N Coupé X72 Belka, 1934 års modell, med Madame Kow, hustru till Panhards illustratör Alexis Kogeynikow Kow (1900–1978), och parets dotter på en reklambild 1934.

Panhard et Levassor CS var en fransk lyxbil, mest såld som en fyradörrars sedan. 
Panhard CS lanserade av Panhard et Levassor i slutet av 1929 som 1930 års modell. Den lanserades som en mindre variant av den åttacylindriga Panhard DS.
Panhard et Levassor CS hade en rak sexcylindrig slidmotor på 2 344 cm³. Den levererades av fabriken som CS Type X68, en fyradörrars sedan med plats för upp till fem personer och hade en separat koffert där bak. Det tillverkades också olika coupéer och cabrioleter. 
År 1932 ersattes "Type X68" av "Type X72", som också betecknades "Panhard CS RL". "RL" stod för "roue libre", vilket att den i övrigt beprövade växellådan med fyra växlar kompletterades av en frihjulsanordning. Det fanns också versionerna "Panhard et Levassor CS RL2" med en kort, 280 cm, eller en lång, 334 cm, hjulbas.
CS utställdes fortfarande på Bilsalongen i Paris i oktober 1936, men ersattes vid denna tid i huvudsak av Panhard et Levassor Dynamic 130 Type X76.